# Фери, Жан-Батист Мишель
Жан-Батист Мишель Фери (фр. Jean-Baptiste Michel Féry; 1757—1809) — французский военный деятель, бригадный генерал (1800 год), участник революционных и наполеоновских войн.

## Биография
Он поступил на службу 26 ноября 1774 года в драгунский полк Монсеньора. Демобилизован 22 мая 1780 года. 24 августа 1781 года вернулся на службу в драгунский полк Артуа. Демобилизован 22 сентября 1789 года. Когда разразилась Французская революция, Фери был назначен капитаном национальной гвардии Торона (Крёз) и исполнял эти функции до 15 марта 1792 года. Вернувшись в свой родной город, в то время, когда шла организация батальонов добровольцев, которым предстояло идти к границам, получил, 8 сентября того же года, чин старшего аджюдана первых четырёх рот 5-го батальона волонтёров Марны и стал заместителем командира этого батальона 11 ноября 1792 года, который в 1793 году влился в состав 143-й полубригады.
Фери сражался в 1792 и 1793 годах в Мозельской армии. Отличился в ходе Вандейской войны. 22 апреля 1794 года был ранен у Шодьона. Когда повстанцы, насчитывавшие 400 кавалеристов и 3000 пехотинцев, напали на него у бивуака Эмутье-ле-Муфле. Этот офицер имел под своим командованием всего около десяти егерей из 15-го полка и 400 пехотинцев, большинство из которых еще не видели огня. Вынужденный уступить численности, он в полном порядке отступил к Сен-Сиру, несколько раз останавливая противника, убив одного из его предводителей. 23 мая 1795 года оттеснил от Гран-Шана, недалеко от Вана, с 300 солдатами 143-й полубригады 1200 повстанцев при поддержке 2 артиллерийских орудий. Это поведение принесло ему звание 4 июня 1795 года звание командира батальона. 17 сентября 1795 года получил звание полковника и возглавил 143-ю полубригаду, которая 5 октября 1796 года стала 52-й линейной. 23 августа 1800 года с полубригадой зачислен в Итальянскую армию. 15 сентября 1800 года ранен штыком в грудь. В декабре 1800 года форсировал Минчо и двинулся на Валеджо, где находилась 14-тысячная австрийская дивизия под командованием генерала Беллегарда, стремительно налетел на врага, отобрал у него 4 пушки, гаубицу, взял в плен от 800 до 900 человек, убил почти столько же и вошёл в Валеджо, потеряв при этом 400 бойцов.
С 23 сентября 1801 года без служебного назначения. 28 июля 1802 года стал командующим департамента Сона и Луара в 18-м военном округе. 30 августа 1805 года определён в Армию Берегов Океана, и 19 сентября 1805 года назначен командиром бригады во 2-й пехотной дивизии 1-го резервного корпуса. 8 октября заменил больного генерала Левассёра во главе 2-й бригады 3-й пехотной дивизии Леграна 4-го корпуса Великой Армии. 23 октября, после возвращения Левассёра в строй, сменил генерала Бруара во главе 3-й бригады данной дивизии. Активного участия в кампании 1805 года не принимал. 1 мая 1806 года вернулся в расположение дивизии Леграна. 20 августа 1806 года получил отпуск. 29 октября 1806 года назначен комендантом Шпандау. В 1807 году комендант Кюстрина. В 1808 году вновь Шпандау.
Скончался 3 февраля 1809 года в Майнце после продолжительной и мучительной болезни.

## Воинские звания
- Командир батальона (4 июня 1795 года);
- Полковник (17 сентября 1795 года);
- Бригадный генерал (20 сентября 1800 года, утверждён 24 августа 1801 года).

## Награды
Легионер ордена Почётного легиона (11 декабря 1803 года)
 Коммандан ордена Почётного легиона (14 июня 1804 года)